# Програмні засоби захисту інформації
Програ́мні за́соби за́хисту інформа́ції — системні та прикладні програми, призначені для захисту інформації, що передається по телекомунікаційним каналам, зберігається в базах даних і на інформаційних носіях.
Найчастіше програмні засоби захисту інформації застосовують для виконання таких процесів як ідентифікація й автентифікація користувачів, розмежування доступу користувачів до інформаційної мережі, парольний захист і перевірка повноважень, шифрування інформації, а також її захист від несанкціонованих змін, зчитування, копіювання.
Найбільшу увагу розробники й користувачі сьогодні приділяють програмним засобам захисту від несанкціонованого доступу до інформаційних ресурсів і особливо до мережі Інтернет. Організаційні, технологічні й апаратні методи захисту, як правило, не можуть бути здійснені без програмної складової. При цьому слід мати на увазі, що вартість здійснення багатьох програмних системних рішень із захисту інформації суттєво перевищує за затратами апаратні, технологічні й організаційні рішення. Іншими недоліками програмних засобів захисту інформації є використання ресурсів системи, що призводить до зниження її ефективності, принципова можливість обходу такого захисту або його злочинної зміни в процесі експлуатації.
Найпоширенішими прикладами програмних засобів захисту інформації є такі:
- система контролю і управління доступом;
- антивірусні програми;
- шифрувальне програмне забезпечення;
- мережевий екран;
- система виявлення вторгнень;
- керування записами[en];
- пісочниця;
- система управління інформаційною безпекою
- SIEM.